# Echinax oxyopoides
Espèce
Synonymes
- Copa oxyopoides Deeleman-Reinhold, 1995

Echinax oxyopoides est une espèce d'araignées aranéomorphes de la famille des Corinnidae.

## Distribution
Cette espèce se rencontre en Indonésie à Sumatra et au Kalimantan, en Malaisie orientale et en Chine à Hainan,,,.

## Description
La femelle holotype mesure 5,00 mm et le mâle paratype 4,40 mm.
Le mâle décrit par Deeleman-Reinhold en 2001 mesure 4,50 mm et la femelle 5,40 mm.

## Systématique et taxinomie
Cette espèce a été décrite sous le protonyme Copa oxyopoides par Deeleman-Reinhold en 1995. Elle est placée dans le genre Echinax par Deeleman-Reinhold en 2001.

## Publication originale
- Deeleman-Reinhold, 1995 : « New or little known non-antmimicking spiders of the subfamily Castianeirinae from southeast Asia (Arachnida: Araneae: Clubionidae). » Beiträge zur Araneologie, vol. 4, p. 43-54.